# Jean Espariat
Jean Espariat (Aix-en-Provence, 17 septembre 1747 – Aix-en-Provence, 14 janvier 1827) est un avocat français qui est le premier maire de la ville d'Aix-en-Provence. Il est aussi commissaire du Roi pour la création du département des Bouches-du-Rhône, président du Tribunal civil du district d’Aix, député à l'Assemblée Législative, procureur général sous l'Empire et chevalier de la Légion d'honneur. Il est resté célèbre pour son intervention courageuse ayant évité un massacre entre le régiment de Vexin et celui de Royal-Marine le 26 mai 1790.

## Biographie

### Avocat au parlement de Provence
D'abord placé comme apprenti pendant 8 ans auprès de son père, le maître orfèvre aixois Charles Espariat (1715-1785), Jean Espariat fait ensuite des études de droit dans sa ville natale. En 1767, il est présenté par Jean-Joseph Pascalis devant le parlement de Provence pour y prêter son serment d'avocat. L'année suivante, il devient docteur en droit de l'Université d'Aix.
Il est un ami intime de l'avocat et historien Charles-François Bouche qui fait comme lui de la politique à la fin de l'Ancien Régime.

### Premier maire de la ville d'Aix-en-Provence
Membre du Conseil de ville de la capitale provençale à plusieurs reprises au cours des années qui précèdent la Révolution française, Jean Espariat est proclamé premier maire d'Aix le 10 février 1790 au soir avec 663 voix sur 858 votants, contre le président de la chambre des Comptes, Aides et Finances de Provence, M. d'Albert de Bormes. En revanche, l'élection des onze officiers municipaux est plus laborieuse et nécessita quatre jours. 
Au printemps 1790, Jean Espariat est l’un des trois commissaires du Roi délégués à la formation du département des Bouches-du-Rhône avec l'abbé de Quinson, prévôt de l’église d’Arles, et Antoine Balthazar Joachim d'André, député à la Constituante.
Jean Espariat administre Aix dans un contexte agité et doit endurer les attaques répétées des Antipolitiques (menés par l'abbé Rive, révolutionnaire forcené) qui forment la faction la plus avancée de la Gauche. 
Considéré comme un homme d'ordre modéré, le maire Espariat se rend célèbre le 26 mai 1790 en s’interposant courageusement, décoré de son écharpe, entre un régiment patriote, le régiment de Vexin et un régiment royaliste, le Royal-Marine, alors que ceux-ci allaient s'entre-massacrer sur le cours Saint-Louis à Aix. Se jetant entre les deux régiments, il s'écrie : « Non, citoyens, je ne serai point témoin d'un aussi horrible spectacle, non, je n'aurai pas la douleur de voir mes frères s'exterminer entre eux. Faites feu, et la première victime sera celui qui voulait rétablir la concorde ». Des estampes restituent cet acte héroïque. De cette manière, Espariat sauvegarde la paix civile à Aix durant quelques mois encore.
Il est élu juge-président du Tribunal civil d'Aix à l'automne 1790 et se démet de ses fonctions de maire alors que des massacres se préparaient à Aix. À l’époque de ces massacres, qui emportent notamment son collègue l’avocat Pascalis, Espariat a, depuis le 11 novembre 1790, remis ses pouvoirs au vice-maire Toussaint-Bernard Émeric-David qui eut certaines difficultés à justifier ces débordements tant le corps municipal d'Aix semble passif en cette occasion.

### Député à la Législative
Les électeurs envoient Jean Espariat, alors président du Tribunal civil du district d’Aix, à l’Assemblée législative pour le département des Bouches-du-Rhône en septembre 1791. Député de la Plaine, Espariat prend notamment la parole pour condamner les crimes d'Avignon et demander le renvoi des responsables devant la Haute Cour de justice. Il se montre ordinairement soucieux de préserver l'ordre public en Provence, mais c'est à la commission des finances qu'il se rend le plus utile.

### Un administrateur modéré
À l'expiration de son mandat législatif, le 20 septembre 1792, Jean Espariat revient à Aix et reprend ses anciennes fonctions judiciaires. Il est emprisonné plusieurs mois sous la Terreur. À la faveur de la Réaction thermidorienne, il est nommé administrateur du département des Bouches-du-Rhône en 1795 puis destitué quelques mois plus tard par Fréron qui juge cette administration trop réactionnaire. Il se cache alors plusieurs mois dans les Cévennes pour échapper aux représailles.
À travers les différentes fonctions exécutives, législative et judiciaires qu'il exerce sous la Révolution, Jean Espariat paraît soucieux de préserver l'ordre public et d'assurer la transformation des anciennes institutions françaises. Partisan d'une monarchie constitutionnelle mais déçu par les excès de la Révolution, il met ensuite ses compétences juridiques au service d'institutions et de régimes susceptibles de garantir une certaine stabilité politique.

### Procureur général sous l'Empire
En 1796, Jean Espariat est nommé commissaire du Directoire auprès des tribunaux civil et criminel du département des Bouches-du-Rhône. Le coup d'État du 18 fructidor an V entraîne à nouveau sa destitution. Il retrouve ses fonctions judiciaires sous le Consulat: Bonaparte le nomme commissaire du gouvernement près le tribunal spécial de la justice criminelle des Bouches-du-Rhône en 1803. Dans le cadre de cette fonction, Espariat est chargé de requérir pour l'application de la loi et de poursuivre l'exécution des jugements rendus par le tribunal. Il conserve ces attributions à l'avènement de Napoléon Ier sous le titre de procureur général impérial près la Cour de justice criminelle et spéciale du département des Bouches-du-Rhône. À ce titre, Il assiste au sacre de Napoléon Ier à Notre-Dame de Paris à la fin de l'année 1804. 
Ses fonctions judiciaires prennent fin vers 1810. Il se retire alors de la vie publique et mène une existence discrète entre sa maison de la rue du Trésor à Aix et des bastides provençales héritées de sa famille. Il est membre ordinaire de la Société des sciences, agriculture, arts et belles lettres d'Aix.
Il est l'un des premiers chevaliers nommés dans l'Ordre de la Légion d'honneur en 1804. Divers documents lui attribuent aussi un titre de chevalier de l'Empire. 
Il meurt le 14 janvier 1827 dans sa ville natale.

### Famille
Jean Espariat est issu d’une ancienne famille de Provence dont la branche aixoise s'est enrichie sous l'Ancien Régime dans le commerce du luxe (soierie, orfèvrerie…). Son filleul, le banquier Jean-Joseph-Sextius Espariat, est poursuivi devant la Chambre de pairs lors du Scandale des marchés d'Espagne sous la Restauration. 
Son cousin germain, Jean-Baptiste Espariat (1753-1829), est le grand-père de Caroline-Félicie Peytavin (1821-1898), gouvernante des Enfants de France sous le Second Empire, épouse de l'amiral Bruat et mère de la dernière duchesse de Padoue. Il est aussi apparenté à l'évêque de Fréjus Louis-Charles-Jean-Baptiste Michel (1761-1845), à l'homme de lettres Lionel des Rieux (1870-1915), à l'explorateur Bernard d'Attanoux (1853-1921).

## Rue Espariat à Aix-en-Provence
Une rue historique de sa ville natale porte le nom d'Espariat en son souvenir. Cette rue est la réunion de deux rues qui, avant 1811, se nommaient « rue des Salins » pour la partie haute et « rue du Saint-Esprit » pour la partie basse. C'est à cette époque une des portes d'entrée dans la ville d'Aix-en-Provence. Au bas de la rue, en effet, se dressait la porte des Augustins qui permettait de pénétrer dans l'ancienne ville comtale d'Aix. Jean Espariat vécut entre 1791 et sa mort dans la rue du Trésor, qui est une perpendiculaire à l'actuelle rue qui porte son nom.

### Sources et bibliographie
- « Jean Espariat », dans Adolphe Robert et Gaston Cougny, Dictionnaire des parlementaires français, Edgar Bourloton, 1889-1891 [détail de l’édition]
- Archives parlementaires; documents issus des archives municipales d'Aix-en-Provence ; archives privées. (Sources primaires)
- Encyclopédie départementale des Bouches-du-Rhône, Paul Masson, éd. 1913.
- Pascalis, étude sur la fin de la Constitution provençale, 1787-1790 de Charles de Ribbe, éd. 1854.
- Les débuts de la Révolution en Provence de Jules Viguier, éd. 1895.
- Mémoires de Barbaroux de Charles Jean Marie Barbaroux, éd. 1936.
- Étude sur l'héroïsme civil d'E. Charavay, éd. 1881.